# 大谷直人
大谷 直人（おおたに なおと、1952年〈昭和27年〉6月23日 - ）は、日本の裁判官。第19代最高裁判所長官。勲等は桐花大綬章。

## 概要
北海道赤平市出身。東京都立富士高等学校を経て、1975年（昭和50年）に東京大学法学部を卒業。司法修習29期を経て、1977年（昭和52年）に東京地方裁判所に判事補として着任して以降、刑事裁判官としてキャリアを積んできた。最高裁判所調査官、司法研修所教官、東京地裁部総括判事、最高裁判所刑事局長・人事局長、静岡地方裁判所所長、最高裁判所事務総長、大阪高等裁判所長官を歴任。
2015年より最高裁判所判事を務めており、2018年1月9日付で第19代最高裁判所長官に就任。裁判所内では「ミスター裁判員制度」と呼ばれる。戦後の憲法裁判になる等の重要な民事訴訟について判決文を除く裁判記録が全国の各裁判所で多数廃棄されていた問題が2019年8月に発覚した際には、最高裁長官として2019年11月までに全国の裁判所に対してあらゆる民事裁判記録の廃棄の一時停止を通知した。その後、「最高裁判例集に掲載」「主要日刊紙二紙以上に記事が掲載」「担当裁判官が所属する部からの申し出」のいずれかに該当した場合や弁護士会や学術研究者や一般から要望があれば裁判官などで構成する選定委員会で検討してその意見を踏まえ地裁所長が判断する仕組みを作ることで、地裁所長が「特別保存」として事実上永久保存するとした2020年2月に東京地裁が設けた基準を参考例として2020年3月に全国の裁判所に通知した。
2022年5月に憲法記念日前の記者会見で、18歳選挙権に絡んだ民法改正により2022年4月1日から成人年齢が18歳に引き下げられて裁判員や検察審査員の就任可能下限年齢が20歳から18歳に引き下げられたことに言及し、「若い世代の人にも評議において、率直な意見を述べてもらうことで幅広い国民の視点・感覚を裁判に反映することにつながると考えている」と話した。
同年6月22日付で任期(70歳)を迎えるため最高裁判所長官退任。
2024年4月29日の春の叙勲で桐花大綬章を受章した。

## 経歴
- 1977年（昭和52年）4月8日：東京地方裁判所判事補[4]
  - 1980年（昭和55年）7月1日：最高裁判所事務総局刑事局付[4]
  - 1983年（昭和58年）4月1日：書記官研修所教官[4]
- 1986年（昭和61年）4月1日：富山地方・家庭裁判所判事補、富山簡裁判事[4]
- 1987年（昭和62年）4月8日：富山地家裁・簡裁判事[4]
- 1989年（平成元年）4月1日：最高裁判所調査官[4]
- 1994年（平成6年）4月1日：東京地裁判事[4]
  - 1995年（平成7年）4月1日：司法研修所教官[4]
  - 1998年（平成10年）4月2日：最高裁判所刑事局第一課長兼第三課長兼広報課付[4]
- 2000年（平成12年）4月1日：東京高等裁判所判事[4]
- 2001年（平成13年）4月1日：東京地方裁判所部総括判事[4]（刑事16部）
  - 2002年（平成14年）9月18日[4]：最高裁判所事務総局秘書課長兼広報課長[1]（東京地裁判事）[4]
  - 2005年（平成17年）1月28日：最高裁判所事務総局刑事局長兼最高裁判所図書館長[1]（東京地裁判事）[4]
  - 2007年（平成19年）1月15日：最高裁判所事務総局人事局長[1]（東京地裁判事）[4]
- 2011年（平成23年）1月27日：静岡地方裁判所所長[4]
- 2012年（平成24年）3月27日：最高裁判所事務総長[4]
- 2014年（平成26年）7月18日：大阪高等裁判所長官[4]
- 2015年（平成27年）2月17日：最高裁判所判事[4]
- 2017年（平成29年）10月22日：最高裁判所裁判官国民審査の対象となり、信任。
- 2018年（平成30年）1月9日：寺田逸郎（定年退官）に代わり、第19代最高裁判所長官に就任[3]。
- 2022年　(令和4年)  6月22日：最高裁判所長官を定年退官

## 主な担当訴訟
- 1988年2月9日（富山地裁陪席裁判官）：富山・長野連続女性誘拐殺人事件の第一審判決（裁判長：大山貞雄）[14]にて、右陪席裁判官[注 1]を担当[15]。共同正犯とされた被告人の男女2人のうち、女の単独犯と認定した上で、女に死刑（求刑：同）、男性に無罪（求刑：無期懲役）をそれぞれ宣告[14]。
- 2001年12月5日（東京地裁刑事第16部裁判長）：文京区幼女殺人事件の第一審を裁判長として担当[16]。被告人の女に対し、懲役14年（求刑：懲役18年）の判決を宣告[17]。
- 2016年6月16日（最高裁第一小法廷裁判長）：石巻3人殺傷事件の上告審判決公判を裁判長として担当[18][19]。第一審・控訴審で死刑を宣告された被告人（事件当時18歳少年）の上告を棄却し、死刑を確定させる判決を宣告[18]。
- 2016年12月19日：最高裁大法廷決定（裁判長：寺田逸郎）。預貯金も遺産分割の対象になるとする判断[20]。

## 著作
- 『条解刑法』（弘文堂）編集委員（編集代表：前田雅英）